# Glänzender Leder-Täubling
Der Glänzende oder Weinbraune Leder-Täubling (Russula alutacea) ist ein Pilz aus der Familie der Täublingsverwandten. Der seltene Täubling ähnelt stark dem Rotstieligen Leder-Täubling, eine sichere Unterscheidung ist daher nur mit dem Mikroskop möglich. Der wärmeliebende Täubling wächst in Laubwäldern auf Kalkböden. Das lateinische Artepitheton ist eine Anspielung auf Farbe und Beschaffenheit der Huthaut und kann mit lederartig übersetzt werden.

## Merkmale

### Makroskopische Merkmale
Der fleischige Hut ist (5–) 8–12 (–15) cm breit und ausgebreitet bis niedergedrückt. Der Rand ist glatt, die Hutfarbe kann purpurrot bis weinrötlich, rotbraun, violettbräunlich und später fast kupferfarben sein. In der Mitte ist er oft blass strohgelb oder lederfarben marmoriert. Seltener ist er olivgrünlich gefärbt, meist nur in der Mitte. Bisweilen ist aber auch der gesamte Hut olivgrün gefärbt. Die Huthaut ist ziemlich glatt und jung oder bei entsprechender Witterung klebrig glänzend. Im Alter ist sie eher matt und manchmal fast körnig. Der Rand ist aber nie konzentrisch-rinnig oder runzelig wie beim Rotstieligen Ledertäubling. Die Huthaut ist nur am Rand, höchstens bis zu 1/4 des Radius abziehbar.
Die Lamellen stehen jung ziemlich gedrängt, doch später mehr oder weniger deutlich entfernt. Sie sind dick, breit, bauchig und ziemlich spröde. Am Stiel sind sie zuerst frei und später angeheftet. Die Lamellen sind bei jungen Fruchtkörpern zu Beginn cremefarben bis zitronengelb und werden bei Reife ocker- bis dottergelb. Auch das Sporenpulver ist goldgelb bis satt dottergelb (IVbc nach Romagesi).
Der weiße Stiel ist hart, recht kurz und (4–) 7–13 cm lang und 1–3 (–5) cm breit. Er ist oft stark wellig uneben oder deformiert. Der Stiel ist oft von der Basis herauf schwach rosa überlaufen, mitunter auch nur einseitig, aber nur im unteren Teil und niemals über die Mitte hinweg.
Das weiße Fleisch gilbt ein wenig und ist im Inneren oft fast zitronengelb. Es wird schon bald weich und schwammig. Der Geruch ist ähnlich wie beim Gallen-Täubling, später riecht er mehr nach Honig. Wie beim Rotstieligen Ledertäubling verfärbt sich das Fleisch mit Phenol innerhalb von 30 Sek. intensiv purpurviolett. Die Guajakreaktion ist langsam und nur schwach ausgeprägt. Eisensulfat verfärbt das Fleisch orange, während sich die Lamellen mit Anilin gelb verfärben.

### Mikroskopische Merkmale
Die Sporen sind (7–) 8–10 (–11) µm lang und (6–) 6,5–8 (–9) µm breit. Sie sind mit eher niedrigen, bis 0,8 µm hohen Warzen oder Stacheln besetzt. Die meist isolierten Warzen sind teilweise gratig miteinander verbunden, ohne dabei geschlossene Netzmaschen auszubilden. Bisweilen können sie aber auch ein sehr rudimentäres Netz mit nur wenigen Maschen ausbilden.
Die (3–) 5–8 (–10) µm breiten Hyphenendzellen der Huthaut sind häufig kurzkeulig bis ampullenförmig, ansonsten sind sie zylindrisch, oft gewunden und vielfach verschmälert ausgezogen. Pseudoprimordialhyphen können in der Huthaut nicht nachgewiesen werden.

## Artabgrenzung
Der Rotstielige Leder-Täubling ist sehr ähnlich, hat die gleiche lebhaft violette Phenolreaktion und die gleiche mikroskopische Huthautanatomie. Er unterscheidet sich hauptsächlich in der Sporenornamentik. Die Sporen sind fast rein isoliert stachelig. Die Huthaut ist im Alter parallel zum Hutrand konzentrisch-rinnig gefurcht. Der Stiel ist mehr oder weniger (karmin)rosa überhaucht, nach der Entfärbung bleibt bis zuletzt unter den Lamellen eine rosa Bänderung, während die Rötung beim Glänzenden Ledertäubling auf die untere Hälfte des Stieles beschränkt ist.

## Ökologie
Der Glänzende Ledertäubling ist wie alle Täublinge ein Mykorrhizapilz, der mit verschiedenen Laubbäumen eine Symbiose eingehen kann.
Man findet den wärmeliebenden, submediterranen Täubling bevorzugt in Laubwäldern, meist in südlich exponierten Kalk-Buchenwäldern, besonders in Waldgersten- und Seggen-Buchenwäldern oder in wärmeliebenden Eichenmischwäldern über Kalkstein.

## Verbreitung
Der Täubling ist in Asien (Japan), Nordamerika (USA, Mexiko), Afrika (Marokko) und Europa verbreitet.

Europäische Länder mit Fundnachweisen des Glänzenden Leder-Täublings.
Legende:
Länder mit Fundmeldungen
Länder ohne Nachweise
keine Daten
außereuropäische Länder

In Deutschland ist die Art sehr selten und steht auf der Roten Liste in der Gefährdungskategorie RL 2.

## Systematik

### Infragenerische Systematik
Der Glänzende Ledertäubling wird von Bon in die Untersektion Olivaceinae gestellt, eine Untersektion aus der Sektion Alutacea. Die Vertreter der Untersektion sind große bis mittelgroße Täublinge mit rötlichen oder violettbraunen Hüten und gelbem Sporenpulver. Das Fleisch schmeckt mild, gilbt oder bräunt ein wenig und verfärbt sich mit Phenol dunkel purpurviolett.

### Unterarten, Varietäten und Formen
Rolf Singer beschreibt in seiner Russula-Monographie eine Reihe von Formen und Varietäten.
| Varietät                       | Autor         | Beschreibung |
| ------------------------------ | ------------- | --- |
| Russula alutacea f. flavella   | Singer (1932) | Eine Form mit gelbem, ledergelbem oder schmutzig braun- oder rötlichgelbem Hut, der bisweilen auch olivfarbene Tönungen aufweist. Die Form kommt im Nadelwald, seltener Laubwald vor. |
| Russula alutacea f. fuscella   | Singer (1932) | Ist ähnlich wie die vorangegangene Form. Der Hut ist braun, hellbraun, rötlichbraun oder dunkelbraun. Der Stiel ist weiß und selten rot überlaufen. Kommt im Nadelwald, seltener im Laubwald vor. |
| Russula alutacea f. grisella   | Singer (1932) | Die Forma grisella ist eine sehr seltene Form mit grauem Hut, die im Nadelwald vorkommt. |
| Russula alutacea f. integrella | Singer (1932) | Es ist eine Form mit violettem, purpur-, oliv- oder ockerbraunem Hut. In der Huthaut finden sich nur wenig Dermatozystiden. Der Stiel kann bisweilen leicht gerötet sein. Die Form kommt in Laub- und Nadelwäldern vor und kann nur schwer und fast ausschließlich aufgrund der Sporen von Russula integra unterschieden werden. |

Die folgenden Formen, Varietäten und Unterarten werden heute anderen Arten zugeordnet:
- Russula alutacea f. purpurella   Singer (1932).

Seine Forma purpurella ist synonym mit Russula integra, dem Braunen Leder-Täubling.
- Russula alutacea f. pseudo-olivascens  Singer (1932).

Die Form mit dem gelb-, grau- bis olivgrünen Hut wurde sowohl als Form und Varietät von Russula integra als auch als Form von Russula fusca beschrieben.
- Russula alutacea f. rubroalba  Singer (1932).

Die Form wurde von Romagnesi zur Art Russula rubroalba hochgestuft.
- Russula alutacea subsp. integra  Singer (1932).

Wird heute mit Russula integra synonymisiert.
- Russula alutacea subsp. integra  Singer (1932).

Die Unterart ist synonym zu Russula romellii, dem Kurzstieligen Leder-Täubling.
- Russula alutacea var. roseipes   (Secr. ex Bres.) Gillet  (1878)[20]

Ist nach Bon synonym zu Russula risigallina f. roseipes.
Die folgenden Formen und Varietäten heute dem Rotstieligen Leder-Täubling (Russula olivacea) zugeordnet.
- Russula alutacea var. olivacea  J.E. Lange (1926)[21]
- Russula alutacea f. pavonina   Bres. (1926)[22]

Form mit schön purpurnem Hut und Stiel, die in bergigen Nadelwäldern vorkommt.

## Bedeutung
Der Glänzende Ledertäubing ist essbar, aber zumindest in Deutschland wegen seiner Seltenheit zu schonen.